# Olle Gunneriusson
Olle Gunneriusson, né le 26 août 1924 et mort le 26 novembre 1982, est un biathlète suédois.

## Biographie
Aux Championnats du monde 1958, le premier de ce sport, il décroche la médaille d'argent à l'individuel derrière son compatriote Adolf Wiklund, avec qui il contribue au titre par équipes de la Suède.
Il devient champion de Suède en 1965.

## Palmarès

### Championnats du monde
- Saalfelden 1958 :
  -  Médaille d'or par équipes.
  -  Médaille d'argent sur l'individuel.